# I gode hænder
I gode hænder er en dansk dokumentarfilm fra 1964 instrueret af Jørgen Thoms efter eget manuskript.

## Handling
En redegørelse for arbejdet i Københavns Kommunes børneinstitutioner.